# Tykadlo
Tykadlo (latinsky antenna) je párový přívěsek hlavy korýšů, hmyzu, mnohonožek a stonožek, který slouží jako nosič smyslových orgánů. Tykadel může být jeden nebo dva páry. Tykadla jsou rozdělena na jednotlivé články. Jednotlivé smyslové orgány se pak vyskytují pouze na některých článcích a podle toho jsou i tykadla popisována.

## Tykadla hmyzu

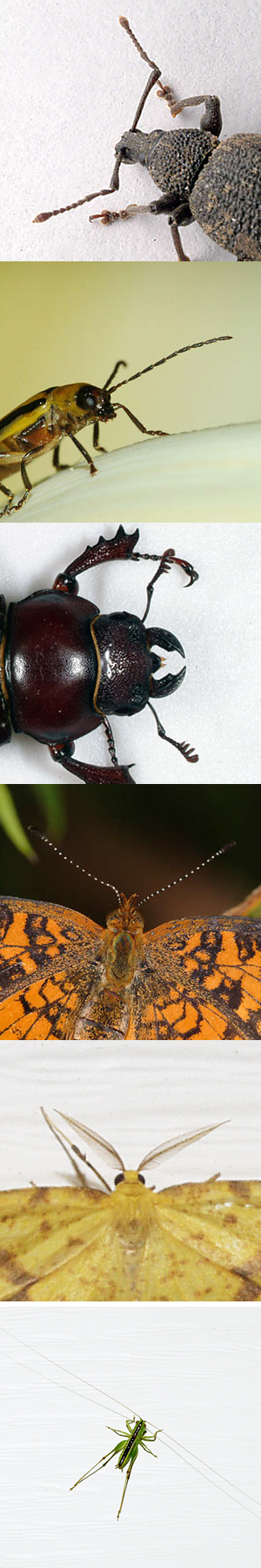
Hmyz s tykadly

Tykadla hmyzu mají mnoho různých podob a lze je z hlediska vzhledu rozdělit na mnoho skupin

U hmyzu jsou tykadla umístěna na přední nebo horní straně hlavy, jsou nosičem základních receptorů a jako taková jsou základním smyslovým orgánem.
Články tykadel jsou číslovány směrem od hlavy, první článek tykadla je tedy článek u hlavy, tento článek je jediným článkem, na němž jsou svaly a umožňuje pohyb celého tykadla.

### Funkce tykadel hmyzu

#### Hmat
Nejznámější funkcí tykadel je jejich hmatová funkce, hmyzu k hmatu slouží tzv. mechanoreceptory, které lze najít mj. i na tykadlech. Těchto mechanoreceptorů je řada a různí se podle specializace jednotlivých rodů, podle této specializace je lze nalézt prakticky kdekoliv na tykadlech.

#### Čich a chuť
Další funkcí tykadel je jejich čichová funkce, hmyz zjišťuje přítomnost jednotlivých chemických látek pomocí chemoreceptorů, čichové chemoreceptory lze najít na mnoha místech (pohlavní orgány), ale na tykadlech jsou zastoupeny nejvíce. Pokud hmyz vlastní nějaké specializované čichové receptory (takové, které cítí jen jednu nebo několik látek) jsou zpravidla pouze na tykadlech.
Málo známou skutečností je i fakt, že hmyz vnímá chuť stejným způsobem jako vnímá čich, pomocí chemoreceptorů. Většinu takto specializovaných chemoreceptorů lze nalézt u úst, přesto se v menší míře chuťové chemoreceptory vyskytují i na tykadlech.

#### Johnstonův orgán
Ve druhém článku tykadel je tzv. Johnstonův orgán, jeho funkce je často rozdílná, obecně slouží jako receptor polohy tykadel. To znamená, že je využíván k tomu, aby hmyz měl představu, co se děje s tykadly (kam jsou namířena a v jaké jsou poloze). U některých druhů funguje jako receptor polohy celého těla. V ojedinělých případech se proměnil ve zvukový orgán.

#### Další receptory
Kromě běžných smyslů dovede hmyz určovat pomocí receptorů umístěných na tykadlech i některé jiné jevy. Takové funkce však nejsou rozvinuty u všech ani u většiny příslušníků hmyzu, ale patří ke druhové specializaci. Mezi nejčastější schopnosti tykadel patří vnímání teploty, vlhkosti vzduchu či elektrického napětí. Vyskytují se však i druhové specializace, jako je např. u much určování rychlosti větru.